# Тапежара (Риу-Гранди-ду-Сул)
Тапежара (порт. Tapejara)  —  муниципалитет в Бразилии, входит в штат Риу-Гранди-ду-Сул. Составная часть мезорегиона Северо-запад штата Риу-Гранди-ду-Сул. Входит в экономико-статистический  микрорегион Пасу-Фунду. Население составляет 15 543 человека на 2006 год. Занимает площадь 240,613 км². Плотность населения — 64,6 чел./км².

## История
Город основан 9 августа 1955 года. 

## Статистика
- Валовой внутренний продукт на 2003 составляет 229.686.317,00 реалов (данные: Бразильский институт географии и статистики).
- Валовой внутренний продукт на душу населения на 2003 составляет 15.400,72 реалов (данные: Бразильский институт географии и статистики).
- Индекс развития человеческого потенциала на 2000 составляет 0,780 (данные: Программа развития ООН).

## География
Климат местности: субтропический гумидный.